# Spathosternum malagassum
Spathosternum malagassum är en insektsart som beskrevs av Vitaly Michailovitsh Dirsh 1962. Spathosternum malagassum ingår i släktet Spathosternum och familjen gräshoppor. Inga underarter finns listade i Catalogue of Life.